# Simp
Simp é uma gíria da Internet que descreve alguém que mostra simpatia e atenção excessivas em relação a outra pessoa, geralmente alguém que não retribui os mesmos sentimentos, a fim de ganhar sua afeição. Isso geralmente é feito em busca de um relacionamento sexual. Urban Dictionary define um simp como "alguém que faz demais por uma pessoa que gosta". Esse comportamento, conhecido como simping, é realizado em relação a uma variedade de alvos, incluindo celebridades, políticos, e-girls e e-boys.

## Origem
Originalmente uma abreviação para a palavra inglesa simpleton ("simplório"), uma definição no New Partridge Dictionary of Slang and Unconventional English coloca seu primeiro uso conhecido do termo em 1946. No entanto, ele apareceu no The New York Times já em 1923; Em 14 de maio daquele ano, foi publicada uma carta na qual Lillian Henderson criticava os membros da Atlantic City Widowers Association e um então extinto clube de solteiros na mesma cidade, dizendo "Esses simps solteiros têm medo de arriscar e são muito apertados para dividir seus ganhos com uma esposa".
Sua definição atual, com a conotação de alguém ser "soft" e "muito compreensivo", começou a ser usada em letras de rap na década de 1980. Um rapper da Costa Oeste dos Estados Unidos ativo na década de 1980, descreveu um simp como um "cafetão de imitação" e disse que seu uso comum em 2020 era basicamente equivalente ao significado do termo. Em 1999, foi usado na música "Sippin' on Some Syrup" do Three 6 Mafia no verso "a pimp not a simp l" como "um antônimo para pimp"; em 2005 começou a ter uso limitado na Internet. No entanto, algumas definições foram "mais reveladoras de suas origens do século 20", incluindo o "Sucker Idolizing Mediocre Pussy". Em julho de 2020, o The New York Times descreveu o termo como "bem antigo".
A palavra continuou a ser usada por rappers na década de 2010 e foi usada ocasionalmente na internet, mas não ganhou popularidade até 2020, quando usuários populares do TikTok começaram a fazer memes sobre simps. Tiago García-Arenas, usuário do TikTok com mais de dois milhões de seguidores que lançou uma música chamada "Simp" em 2020, descreveu o simp ao The New York Times em julho de 2020 como "alguém que coloca uma mulher em um pedestal. Nelson Cam, outro usuário do TikTok, disse que os simpseram "caras que gastam muito dinheiro com garotas e não recebem nada em troca".